# J. C. Romero
Juan Carlos Romero (4 de junho de 1976) é um jogador profissional de beisebol porto-riquenho.

## Carreira
J. C. Romero foi campeão da World Series 2008 jogando pelo Philadelphia Phillies. Na série de partidas decisiva, sua equipe venceu o Tampa Bay Rays por 4 jogos a 1.